# محمية كلستان الوطنية
محمية كلستان الوطنية هي أول موقع لحماية الحيوانات البرية في منطقة الشرق الأوسط ومن أكبر المحميات الطبيعية للمحافظة على الحياة البرية في جمهورية إيران والمدرجة في قائمة اليونيسكو للتراث العالمي إذ تبلغ مساحتها 900 كلم مربع وتوجد فيها أكثر من 300 نوع من الحيوانات والطيور و1300 نوع من النباتات والأشجار، وتقع محمية كلستان الوطنية في شمال إيران وتُعتبَر غابة أو حديقة كلستان كما يُطلَق عليها أيضاً، أقدم حديقة وطنية في جمهورية إيران، كما أنها كانت تُعَد من المحميات الطبيعية، التي يمنع الصيد فيها في البلاد. وقد تم انتخاب حديقة كلستان الوطنية عام 1977م بعنوان (المحمية الدولية للكرة الأرضية) وتحظى بمكانة فريدة بين شبكة المحميات الدولية للكرة الأرضية في العالم، وذلك بسبب الموقع الخاص لهذه المحمية وظروفها الجغرافية والإقليمية، ما جعل هذه المحمية من أكثر الحدائق الوطنية في العالم قِدمَاً وعراقة.

## موقعها الجغرافي
تقع محمية كلستان شرق محافظة كلستان والتي تقع بدورها في شمال شرقي إيران، إلى الجنوب من بحر قزوين.

## أقسام المحمية
تنقسم محمية كلستان الوطنية هذه إلى ثلاثة أقسام متفاوتة وهي القسم القاحل والقسم شبه القاحل والقسم شبه الرطب، ما جعل هذه المحمية تحظى بتنوع بيئي يبدأ من مناطق سهلية وينتهي بغابات الأشجار الكثيفة. كما تتمتع محمية كلستان الوطنية بمصادر مائية كالأنهار والينابيع والتي تشكل بدورها مناظر ومشاهد تضفي حيويه على جمال هذه المحمية كما توجد في هذه المحمية فضلاً عن الأنهار شلالات جميلة تستهوي السياح وعشاق الطبيعة للإستجمام والراحة.

## مميزات محمية وحديقة كلستان الوطنية
تختص هذه المحمية بتضاريس طبيعية متنوعة من جبال وأودية وسهول وهضاب وبحيرات وغابات بمساحات خضراء متنوعة النباتات والأشجار وأصناف كثيرة من الطيور والحيوانات التي تقطنها. وهي من أقدم إدراجاً في قائمة اليونسكو للتراث العالمي.

## الكائنات الحية داخل الحديقة
- الحيوانات:

تحتوي على أنواع نادرة من الطيور والزواحف والثديات. وتحتوي المحمية على أكثر من 300 نوع من الحيوانات والطيور تضم ثلث أنواع الطيور وأكثر من نصف الثدييات في إيران. ومن بين أنواع الحيوانات في هذه المحمية يمكن الإشارة إلى الوعل والماعز وكبش اوريال والدب البني والنمر والقط الوحشي والخنزير الوحشي وعصفور هوك والصقر والنسر الذهبي والبومة والهدهد وغيرها من الحيوانات. كما وتوجد في هذه المحمية، ظباء ذات قرون جميلة أشبه بأغصان الأشجار المتداخلة إذ ليس لها نظير في أي بقعة من المعمورة. وفي هذه المحمية مكان خاص أيضاً لأصغر الظباء الإيرانية العداءة المسماة (الشمواة).
- النباتات:

تحتوي هذه المحمية على 1300 نوع من النباتات والأشجار  فهي تضم ثمن أنواع النباتات والأعشاب  في الحياة البرية في إيران، فضلاً عن ضمها لغابات الأشجار الكثيفة التي تتميز بها هذه المحمية.

## معرض الصور

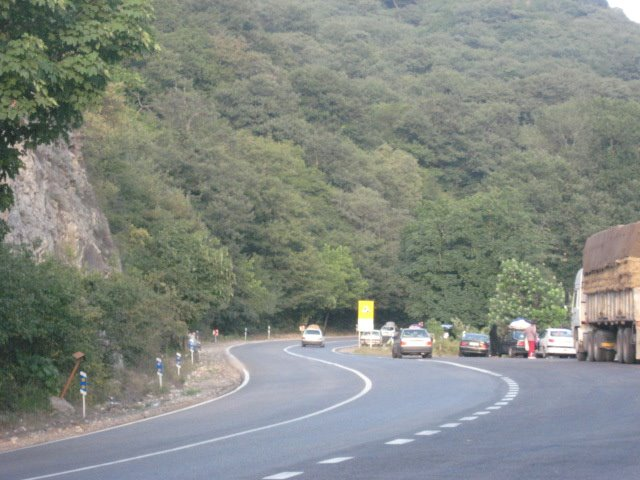
جادة 22 وسط غابة او محمية كلستان الوطنية
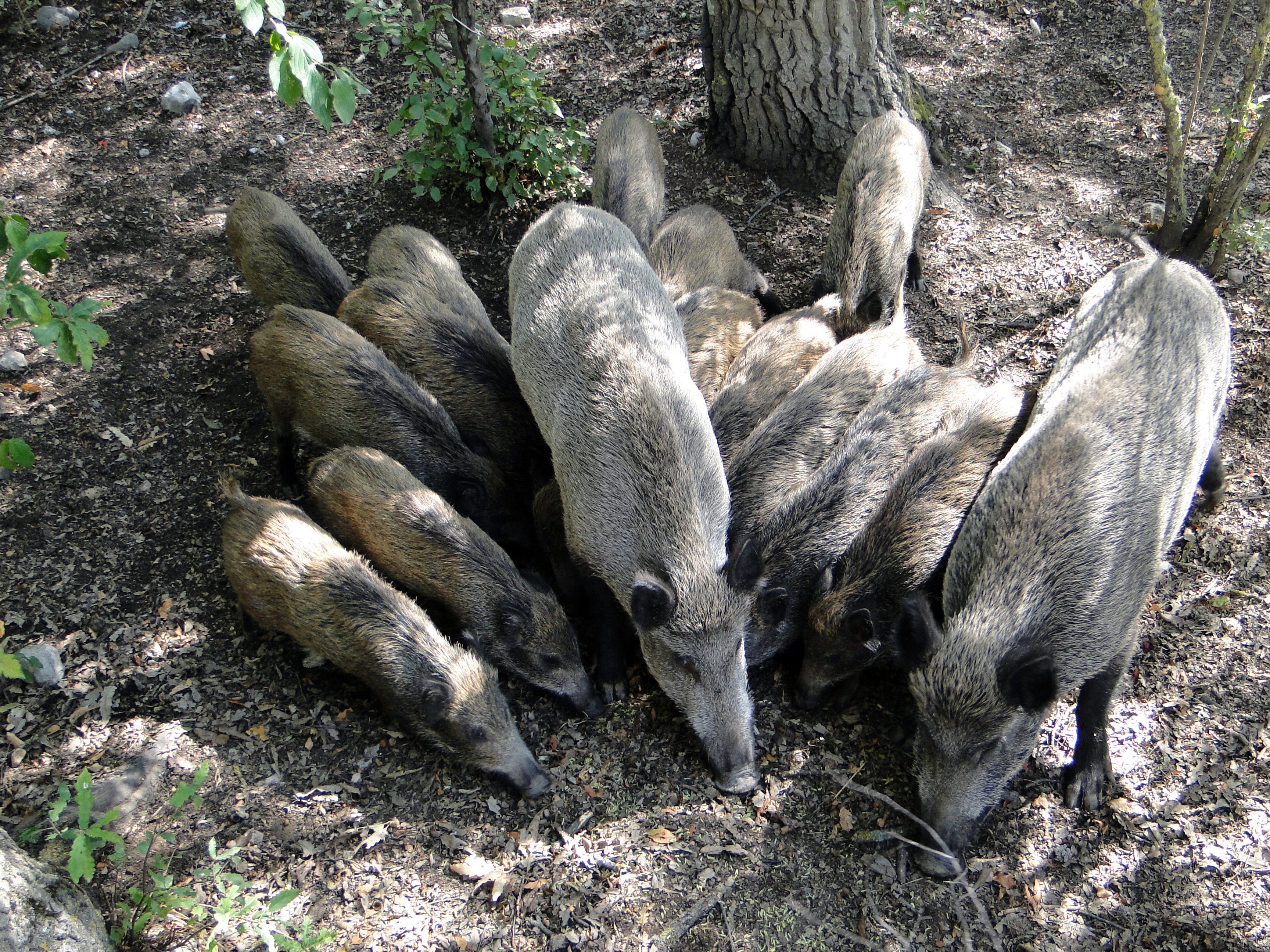
عائلة من الخنازير البرية في حديقة كلستان الوطنية
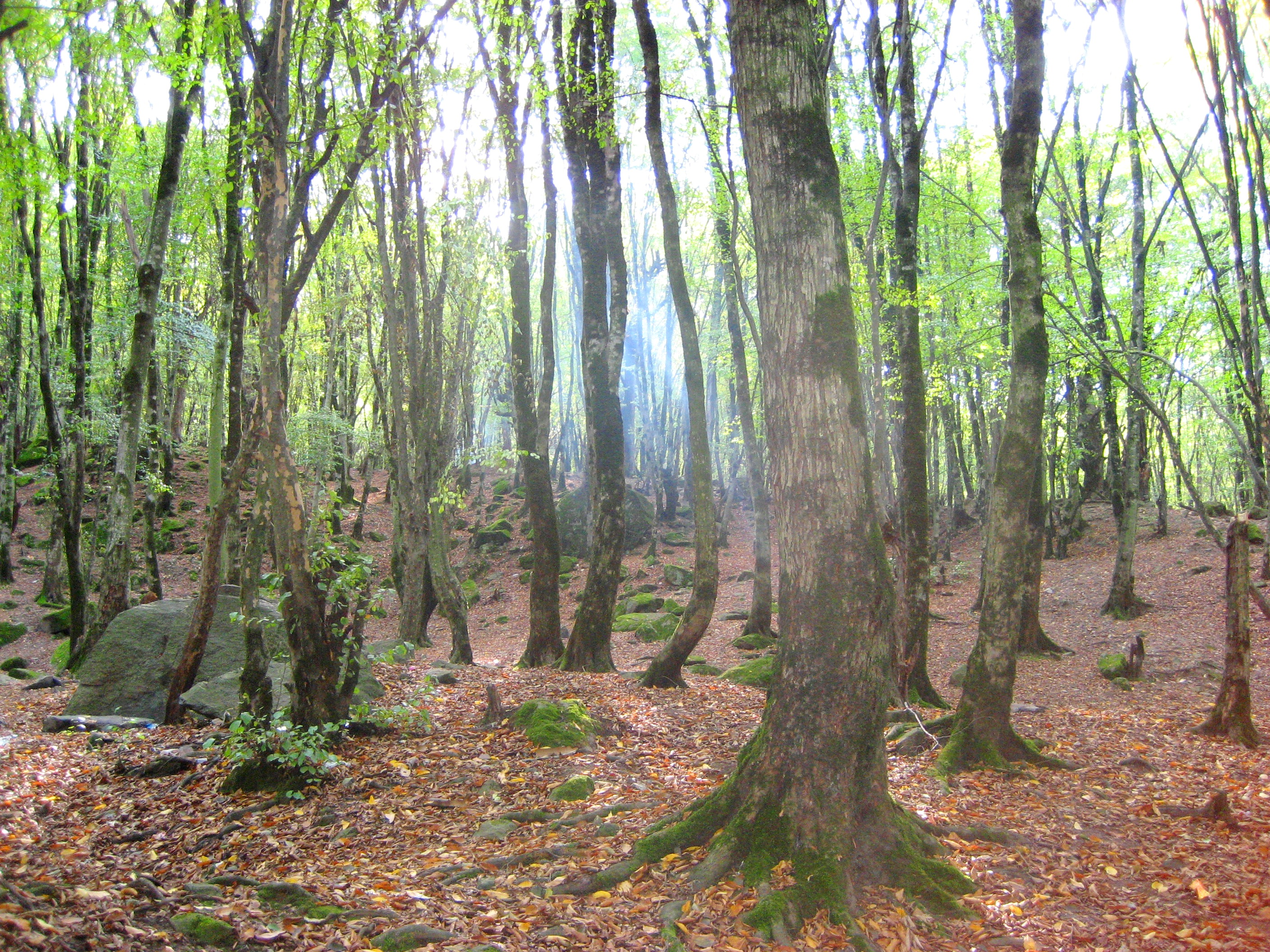
غابات نهارخوران العذراء في كلستان